# Leonard Grospe
Leonard Grospe (* 2. Juli 2001) ist ein philippinischer Leichtathlet, der sich auf den Hochsprung spezialisiert hat und aktuell Inhaber des Landesrekordes ist.

## Sportliche Laufbahn
Erste internationale Erfahrungen sammelte Leonard Grospe im Jahr 2019, als er bei den Südostasienspielen in Capas mit übersprungenen 2,04 m den achten Platz belegte. 2022 gelangte er dann bei den Südostasienspielen in Hanoi mit derselben Höhe auf Rang sechs und im Jahr darauf belegte er bei den Hallenasienmeisterschaften in Astana mit 2,15 m den siebten Platz. Im Mai gelangte er bei den Südostasienspielen in Phnom Penh mit 2,13 m auf Rang fünf. 2025 wurde er bei den Asienmeisterschaften in Gumi mit 2,10 m Elfter.
In den Jahren 2021 und 2022 wurde Grospe philippinischer Meister im Hochsprung.